# ريتشارد سوان
ريتشارد سوان (بالإنجليزية: Richard Swan)‏ هو رياضياتي أمريكي، ولد في 21 ديسمبر 1933 في نيويورك في الولايات المتحدة.